# Angelina Jolie
Angelina Jolie Voight (Los Angeles, Califòrnia, 4 de juny de 1975) és una actriu estatunidenca de cinema i televisió, guanyadora d'un Òscar a la millor actriu secundària i de tres Globus d'Or.
A més, Jolie ha escrit un llibre (Notes from my travels), en què relata els seus viatges a països colpejats per la pobresa a l'Àfrica. Jolie participa activament en actes humanitaris tractant de promoure l'ajuda cap als refugiats.

## Primers anys i família
Angelina Jolie Voight va néixer el 4 de juny de 1975 a Los Los Angeles, Califòrnia, i és filla dels actors Jon Voight i Marcheline Bertrand. És germana de l'actor James Haven i neboda del cantautor Chip Taylor i del geòleg i vulcanòleg Barry Voight. Els seus padrins són els actors Jacqueline Bisset i Maximilian Schell. Per part del seu pare, Jolie té ascendència alemanya i eslovaca, mentre que per part de la seva mare té principalment ascendència franc-canadenca, holandesa i alemanya. Jolie ha assenyalat que és en part iroquesa per un avantpassat huron del segle xvii.
Després de la separació dels seus pares el 1976, ella i el seu germà van viure amb la seva mare, que havia abandonat les seves ambicions com a actriu per centrar-se en la criança dels seus fills. La mare de Jolie la va educar com a catòlica, però no li va exigir que fora a l'església. De nena, solia veure pel·lícules amb la seva mare i va ser això, més que l'exitosa carrera del seu pare, el que va despertar el seu interès per l'actuació, encara que va tenir un petit paper al costat del seu pare a Lookin' to Get Out, el 1982 als set anys. Quan Jolie tenia sis anys, Bertrand i la seva parella, el director de cinema Bill Day, van traslladar a la família a Palisades, Nova York; van tornar a Los Angeles cinc anys més tard. Jolie va decidir llavors que volia actuar i es va matricular a l'Institut de Teatre Lee Strasberg, on es va formar durant dos anys i va aparèixer en diverses produccions teatrals.
Jolie va assistir per primera vegada a l'institut de Beverly Hills, on es va sentir aïllada entre els fills d'algunes famílies acomodades de la zona perquè la seva mare sobrevivia amb uns ingressos més modestos. Els altres estudiants se'n burlaven per la seva extrema primesa i per portar ulleres i aparells dentals. Els seus primers intents de ser model, per insistència de la seva mare, no van tenir èxit. Després es va traslladar a l'institut Moreno, una escola alternativa, on es va convertir en una "forastera punk" que vestia de negre, sortia a fer moshing i jugava amb ganivets amb el seu xicot. Va abandonar les classes d'interpretació i va aspirar a convertir-se en directora d'una funerària, realitzant cursos a domicili per estudiar embalsamament. Als 16 anys, una vegada acabada la relació, Jolie es va graduar a l'institut i va llogar el seu propi apartament abans de tornar a estudiar teatre.
Quan era adolescent, Jolie tenia dificultats per connectar emocionalment amb altres persones i, com a resultat, s'autolesionava, comentant més tard: "Per alguna raó, el ritual d'haver-me tallat i sentir el dolor, potser sentir-me viva, sentir algun tipus d'alliberament, era d'alguna manera terapèutica per a mi". També va lluitar contra l'insomni i un trastorn alimentari i va començar a consumir drogues; als 20 anys, havia consumit "gairebé totes les drogues possibles", en particular heroïna. Jolie va patir episodis de depressió i va planejar suïcidar-se en dues ocasions: als 19 anys i de nou als 22, quan va intentar contractar un sicari perquè la matés. Quan tenia 24 anys, va patir una crisi nerviosa i va ser ingressada durant 72 hores al pavelló psiquiàtric del Centre Mèdic de la UCLA. Dos anys després, després d'adoptar el seu primer fill, Jolie va trobar l'estabilitat a la seva vida, i més tard va declarar: "Sabia que una vegada que em comprometés amb Maddox, no tornaria a ser autodestructiva”.
Jolie ha tingut una relació disfuncional amb el seu pare durant tota la vida, que va començar quan Voight va abandonar la família quan la seva filla tenia menys d'un any. Es van reconciliar quan van aparèixer junts a Lara Croft: Tomb Raider (2001), però la seva relació va tornar a deteriorar-se. Jolie va sol·licitar al tribunal que s'eliminés legalment el seu cognom, Voight, a favor del seu segon nom, que havia utilitzat durant molt de temps com a nom artístic; el canvi de nom es va concedir el 12 de setembre de 2002. Voight va fer públic el seu distanciament durant una aparició a Access Hollywood, en la qual va afirmar que Jolie tenia "greus problemes mentals". En aquell moment, la mare i el germà d'ella també van trencar el contacte amb ell. No es van parlar durant sis anys i mig, però van començar a reconstruir la seva relació després de la mort de Bertrand a causa d'un càncer d'ovari el 27 de gener de 2007. abans de fer pública la seva reconciliació tres anys després.

## Carrera

### 1983-1997: Primers treballs
La seva primera incursió en el cinema va ser el 1983, amb tot just 7 anys, a la pel·lícula Lookin to Get Out, al costat del seu pare. El seu primer paper protagonista el va realitzar anys després, el 1993, a la pel·lícula Cyborg 2: L'ombra de cristall. Després d'alguns curts i alguna petita pel·lícula, el 1995 va realitzar la seva primera pel·lícula important, Hackers. En aquesta pel·lícula va conèixer el que seria el seu marit Johnny Lee Miller.

### 1998-2000: Irrupció en pel·lícules importants
El 1998 va coprotagonitzar la pel·lícula Playing by heart (Jugant amb el cor) amb un ample elenc d'estrelles, com el mític Sean Connery, la veterana Gena Rowlands, la famosa detectiva d'Expedient X Gillian Anderson, la jove promesa Ryan Phillippe o el famós presentador de la televisió americana Jon Stewart, que va presentar la gala dels premis Oscar el 2006.
El 1999 va interpretar un dels seus millors papers en el cinema. Va ser a la pel·lícula Innocència interrompuda, donant vida a una pacient d'un hospital psiquiàtric. La protagonista del film era Winona Ryder, però amb la seva interpretació imposant i convincent va deixar eclipsat crítica i públic. Amb aquest paper va aconseguir el seu primer Oscar com a millor actriu secundària, i el seu tercer Globus d'Or, també en aquesta categoria, entre molts altres premis. A més del seu paper en Innocència interrompuda va protagonitzar al costat de Denzel Washington la pel·lícula El col·leccionista d'ossos en qui interpretava una agent de l'FBI.

### 2001-2004: Fama mundial

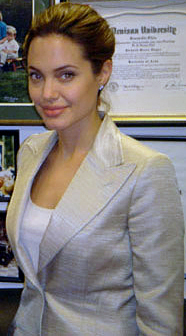
Angelina Jolie

El 2001 va ser l'any en què va obtenir la seva fama mundial, gràcies al personatge de la superheroïna virtual Lara Croft a la pel·lícula Lara Croft: Tomb Raider, en la qual el seu pare, Jon Voight, va participar interpretant el pare de Lara Croft. Aquell mateix any es va estrenar la tòrrida pel·lícula Pecat Original, en la qual va treballar al costat d'Antonio Banderas, protagonitzant escenes molt eròtiques.
El 2004 va formar part de l'ambiciosa pel·lícula d'Oliver Stone Alexandre Magne, interpretant la mare d'Alexandre Magne, Olimpia. En aquesta pel·lícula va treballar al costat d'actors de la talla d'Anthony Hopkins o Val Kilmer, i Colin Farrell al paper d'Alexandre Magne. La pel·lícula va rebre fortes crítiques, i la recaptació en taquilla va anar molt menor a l'esperada, però la majoria dels crítics van lloar la seva actuació, fins i tot parlant d'Angelina la Gran, fent un joc de paraules amb el nom del mític conquistador Alexander the Great (Alexandre el Gran). El seu últim èxit ha estat la pel·lícula Mr. & Mrs. Smith (2005), al costat de Brad Pitt, en el rodatge de la qual van començar la seva relació amorosa.
A part d'aquestes pel·lícules en la seva carrera trobem altres títols com 60 segons al costat de Nicolas Cage, Amar perillosament, al costat de Clive Owen o Capità Sky i el món de matí al costat de Gwyneth Paltrow i Jude Law. El desembre del 2005 culmina la pel·lícula El bon pastor, en la qual comparteix cartell amb Matt Damon, Alec Baldwin, Michael Gambon, William Hurt i Joe Pesci entre d'altres, sota la direcció de Robert De Niro. La pel·lícula es va estrenar als Estats Units a finals del 2006.
El Juny de 2007 va estrenar als EUA la pel·lícula A Mighty Heart (Un Cor Poderós), rodada a l'Índia, en el qual Jolie interpreta el paper de Mariane Pearl, l'esposa del periodista estatunidenc Daniel Pearl, que va ser segrestat i assassinat per milícies del Pakistan, presumptivament membres de la xarxa Al Qaeda.

### En els mitjans de comunicació
Angelina Jolie porta apareixent en els mitjans de comunicació des d'una primerenca edat, a causa del seu famós pare Jon Voight. Amb set anys va participar amb un petit paper a la pel·lícula Lookin' to Get Out, coescrita i protagonitzada pel seu pare. El 1986 i el 1988 va anar a la cerimònia dels Oscars com una adolescent al costat d'ell. Tanmateix, quan va començar la seva carrera|cursa d'interpretació, Jolie va decidir no usar "Voight" com a cognom, perquè desitjava establir la seva pròpia identitat com a actriu. Jolie, mai tímida, es va forjar una imatge de noia rebel i salvatge en els primers anys de la seva carrera.
És coneguda per ser una de les poques estrelles sense publicista i ràpidament va esdevenir el focus de mira dels tabloides, per ser molt oberta en les seves entrevistes. La seva vida amorosa, sobre tot el seu interès pel sadomasoquisme, sovint era destacat en els mitjans de comunicació. Com un dels seus trets físics més distintius, els llavis de Jolie han atret l'atenció dels mitjans de comunicació. Els seus llavis van ser inclosos entre "Les coses més sexys del món" en una enquesta de FHM el 2006. També van cridar l'atenció dels mitjans de comunicació el seu matrimoni amb Billy Bob Thornton i el va canviar de rumb que va donar en la seva vida en preocupar-se pels problemes globals humanitaris. Quan va prendre el paper d'Ambaixadora de Buena voluntat UNHCR, va començar a usar el seu estatus de celebritat per a lluitar per causes humanitàries en tot el món. (Per exemple, promovent el Dia del Refugiat Mundial 2006 en una entrevista amb la CNN de dues hores amb Anderson Cooper, atraient-ne més que dobli d'audiència que en el seu noticiari típic. A més ha estat rebent lliçó de pilotatge des de 2004 i està estudiant per obtenir la llicència de pilot privat a Anglaterra, per d'aquesta forma poder viatjar lliurement per tot el món.
A començaments de 2005, la seva relació amb Brad Pitt va esdevenir en una de les notícies més relatades a tot el món. Després que Jolie confirmés el seu embaràs a començaments de 2006, el sense precedents bombo mediàtic que els envoltava "va assolir el punt de bogeria", com Reuters ho va descriure en el seu reportatge "La febre Brangelina". L'intent d'evitar l'atenció dels mitjans de comunicació, va portar la parella a Namíbia per al naixement "del bebè més esperat des de Jesucrist", com ha estat descrit. Avui en dia, Angelina Jolie és una de les famoses més conegudes al món sencer. Segons una enquesta, el 2000, després del seu triomf als Oscars, el 31% dels enquestats als Estats Units va dir que Jolie era familiar a ells. Cap a 2006 ella era familiar al 81% dels nord-americans.
A més, el 2006, Jolie apareixia en la llista de les 100 persones més influents en el món de la Revista Time, va ser portada de la revista Forbes situant-se en el posat núm. 35 de la seva llista de les 100 celebritats mundials i va ser descrita com la dona més bella del món en la llista de la revista People. El febrer de 2007, va ser votada com el major símbol sexual de tots els temps al Canal 4 de la televisió britànica, dins del programa de televisió "Els 100 Majors Símbols Sexuals", per davant de la mateixíssima Marilyn Monroe.

## Feina humanitària
Diu que la primera vegada que es va interessar per la pobresa mundial va ser arran del rodatge de Tomb Raider, perquè li va impactar la pobresa cambodjana. Es va unir a l'Alt Comissionat de les Nacions Unides per als Refugiats (ACNUR), i així va obtenir molta informació sobre els focus de tensió internacional. Els següents mesos, va visitar campaments de refugiats humanitaris en molts llocs del món. Tot això ho feia només per aprendre més sobre les condicions d'aquestes àrees. El febrer de 2001, va fer la seva primera visita humanitària a Sierra Leone i Tanzània, on va romandre 18 dies. Més tard va expressar la seva commoció per tot allò que havia vist. Els dos següents mesos va tornar a Cambodja, i s'hi va estar dues setmanes; més tard es va trobar amb refugiats afganesos al Pakistan, on va donar 1 milió de dòlars responenr a la crida l'ACNUR. L'ACNUR li va proposar pagar-li els viatges, però ella s'hi va negar, i va dir que pagaria totes les despeses. Va dir també que tindria les mateixes condicions de vida que el personal de l'ACNUR.
Ha rebut un gran reconeixement per la seva tasca humanitària. El 2003 va ser la primera beneficiada de la recentment creada United Nations Correspondents Association, i el 2005 va ser guardonada amb el Premi Humanitari Mundial de la UNA-USA. El 12 d'agost del 2005, el rei de Cambodja Norodom Sihamoni li va concedir la ciutadania cambodjana com a agrïment.
Ha promès cinc milions de dòlars per a la creació d'un santuari de vida salvatge a la província nord-occidental de Battambang, sent propietària del terreny. El 2007, es va convertir en membre del Consell de Relacions Exteriores, i va rebre el Premi Llibertat, lliurat pel Comitè Internacional de Rescat.
Després que ella i Pitt donessin un milió dòlars com a ajuda a Haití després del terratrèmol del 2010, Jolie va visitar Haití i la República Dominicana per parlar d'ajuda humanitària.
El 2012 ACNUR li va donar la responsabilitat de les crisis provocades pels desplaçaments massius de gent, i representa diplomàticament l'ACNUR, al costat d'António Guterres "parlant amb els interlocutors rellevants sobre el desplaçament global ".

## Vida personal

### Relacions, matrimonis i fills
Als 21 anys es va casar amb l'actor anglès Johnny Lee Miller, a qui va conèixer en el rodatge d'una de les seves primeres pel·lícules titulada "Hackers". Més tard es va casar en segones núpcies amb el també actor Billy Bob Thornton, del que també es va divorciar.
Va adoptar al costat d'aquest últim Maddox Chivan Jolie (posteriorment Pitt, en ser adoptat per aquest el 2006) el 2001 a Cambodja, país pel qual l'actriu estableixi un especial amor des que rodés allà la sèrie de pel·lícules dedicades a Tomb Raider. El nom Maddox prové de l'idioma Jemer que significa fill del senyor. Després del seu divorci es va quedar amb la seva custòdia i va adoptar Zahara Marley el 2005, procedent d'Etiòpia. El nom d'aquesta prové de l'àrab, on Zahara significa Flor, sent el seu segon nom Marley en honor del cantant jamaicà Bob Marley.

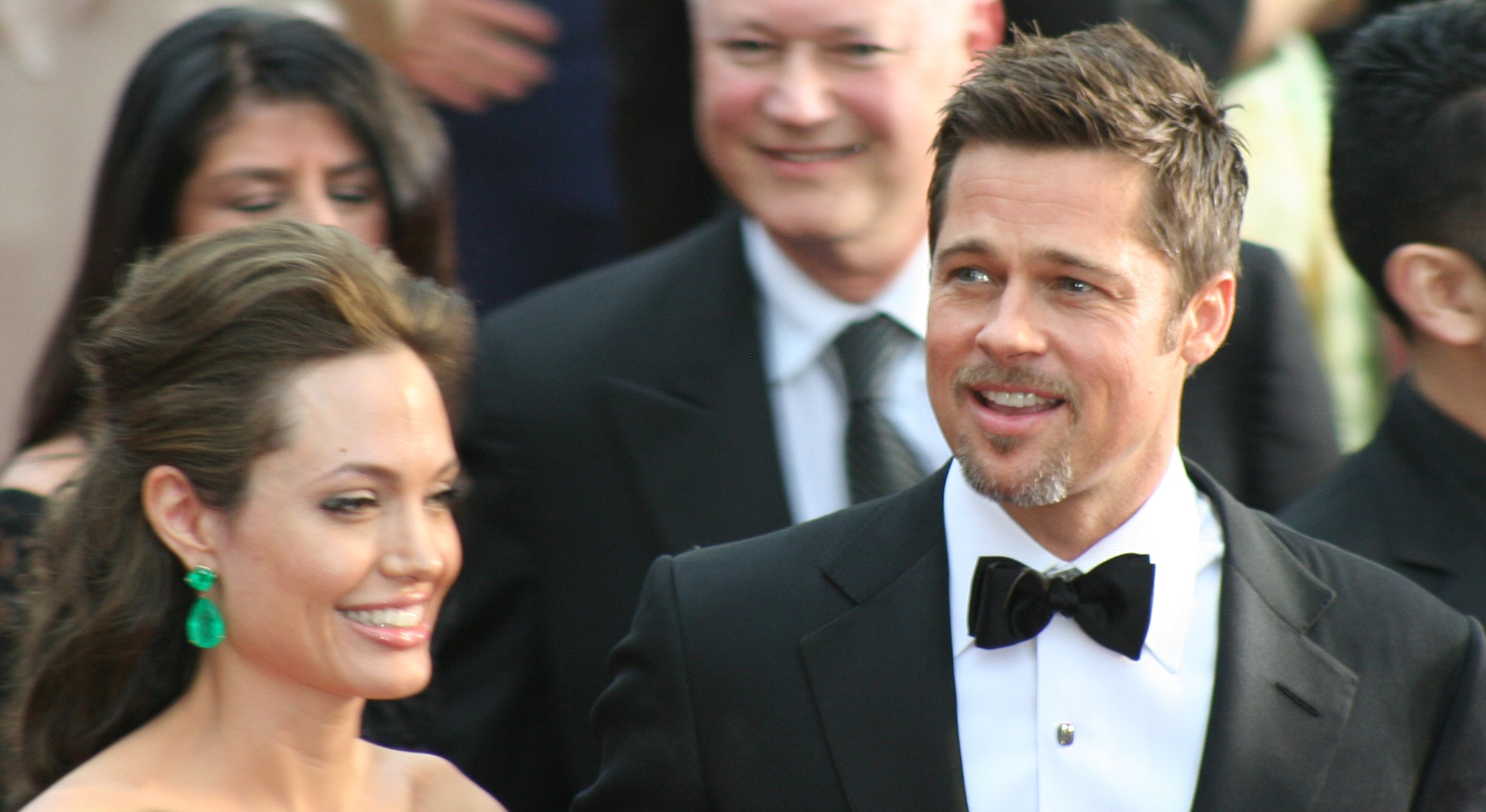
Jolie amb la seva aleshores parella Brad Pitt a la 81a edició dels Premis Oscar el 2009, on tots dos van rebre una nominació.

Actualment i des de finals de 2005 viu amb Brad Pitt, que va adoptar els dos fills de l'actriu -Maddox i Zahara- el 2006. El 27 de maig de 2006 van tenir la seva primera filla biològica, nascuda a Namíbia i de nom Shiloh Nouvel Jolie-Pitt. L'exclusiva del naixement va ser venuda a la revista nord-americana de premsa rosa "People", per una quantitat superior als 4 milions de dòlars, superant amb això els diners oferts a Tom Cruise per l'exclusiva del naixement de la seva filla, Suri Cruise, esdevingut un mes abans. La integralitat dels diners cobrats per l'exclusiva va anar donat a organitzacions benèfiques, seguint el desig de la parella Jolie-Pitt.
El 2007 van adoptar un tercer nen, es va tractar d'un nen vietnamita que han anomenat Pax Thien, que signifiquen "Cel Pacífic". El nom Pax prové del llatí i significa "pau", i Thien prové de l'idioma Vietnamita i significa "cel". Angelina el va adoptar inicialment com a mare soltera a causa que al Vietnam no s'accepta que parelles que no estiguin casades adoptin fills, però actualment Pax ja porta el cognom Pitt en ser adoptat posteriorment per aquest d'acord amb les lleis nord-americanes. Jolie va declarar a l'estiu de 2007 que mentre estigués en una relació important seria fidel i no mantindria relacions amb altres persones. Cosa que no té res a veure amb el fet que siga bisexual.

## Filmografia

### Cinema
| Any  | Pel·lícula                                                            | Paper                   | Notes | Ref.   |
| ---- | --------------------------------------------------------------------- | ----------------------- | --- | ------ |
| 1982 | Lookin' to Get Out                                                    | Tosh                    | | [ 27 ] |
| 1993 | "Angela & Viril"                                                      | Angela                  | | [ 28 ] |
| 1993 | "Alice & Viril"                                                       | Alice                   | | [ 29 ] |
| 1993 | Cyborg 2                                                              | Casella "Cash" Reese    | | [ 30 ] |
| 1995 | Sense proves... Una història real (Without Evidence)                  | Jodie Swearingen        | | [ 31 ] |
| 1995 | Hackers, pirates informàtics (Hackers)                                | Kate "Acid Burn" Libby  | | [ 32 ] |
| 1996 | No lliguis amb desconeguts (Mojave Moon)                              | Eleanor "Elie" Rigby    | | [ 33 ] |
| 1996 | Love Is All There Is                                                  | Gina Malacici           | | [ 34 ] |
| 1996 | Foxfire                                                               | Margret "Legs" Sadovsky | | [ 35 ] |
| 1997 | Playing God                                                           | Claire                  | | [ 36 ] |
| 1998 | Hell's Kitchen                                                        | Gloria McNeary          | | [ 37 ] |
| 1998 | Playing by Heart                                                      | Joan                    | National Board of Review | [ 38 ] |
| 1998 | Pushing Tin                                                           | Mary Bell               | | [ 39 ] |
| 1999 | El col·leccionista d'ossos (The Bone Collector)                       | Amelia Donaghy          | | [ 40 ] |
| 1999 | Girl, Interrupted                                                     | Lisa Rowe               | Oscar a la millor actriu secundària Globus d'Or a la millor actriu secundària                                                                         | [ 41 ] |
| 2000 | Gone in Sixty Seconds                                                 | Sara "Sway" Wayland     | | [ 42 ] |
| 2001 | Lara Croft: Tomb Raider                                               | Lara Croft              | | [ 43 ] |
| 2001 | Original Sin                                                          | Julia Russell           | | [ 44 ] |
| 2002 | Life or Something Like It                                             | Lanie Kerrigan          | | [ 45 ] |
| 2003 | Lara Croft Tomb Raider: The Cradle of Life                            | Lara Croft              | | [ 46 ] |
| 2003 | Beyond Borders                                                        | Sarah Jordan            | | [ 47 ] |
| 2004 | Vides alienes (Taking Lives)                                          | Illeana Scott           | | [ 48 ] |
| 2004 | L'Espantataurons (Shark Tale)                                         | Lola                    | Veu | [ 49 ] |
| 2004 | Sky Captain i el món del demà (Sky Captain and the World of Tomorrow) | Francesca "Franky" Cook | | [ 50 ] |
| 2004 | The Fever                                                             | Revolucionària          | Cameo | [ 51 ] |
| 2004 | Alexandre                                                             | Olímpia                 | | [ 52 ] |
| 2005 | Mr. & Mrs. Smith                                                      | Jane Smith              | | [ 53 ] |
| 2006 | The Good Shepherd                                                     | Margaret Russell        | | [ 54 ] |
| 2007 | A Mighty Heart                                                        | Mariane Pearl           | Nominada – Globus d'Or a la millor actriu dramàtica                                                                                                   | [ 55 ] |
| 2007 | Beowulf                                                               | mare de Grendel         | | [ 56 ] |
| 2008 | Kung Fu Panda                                                         | Tigressa                | Veu | [ 57 ] |
| 2008 | Wanted                                                                | Fox                     | | [ 58 ] |
| 2008 | L'intercanvi                                                          | Christine Collins       | Saturn a la millor actriu Nominada – Oscar a la millor actriu Nominada – Globus d'Or a la millor actriu dramàtica Nominada – BAFTA a la millor actriu | [ 59 ] |
| 2010 | Salt                                                                  | Evelyn Salt             | | [ 60 ] |
| 2010 | The Tourist                                                           | Elise Clifton-Ward      | Nominada – Globus d'Or a la millor actriu musical o còmica                                                                                            | [ 61 ] |
| 2011 | Kung Fu Panda 2                                                       | Tigressa                | Veu | [ 62 ] |
| 2014 | Maleficent                                                            | Maleficent              | | [ 63 ] |
| 2016 | Kung Fu Panda 3                                                       | Tigressa                | Veu | [ 64 ] |
| 2017 | The Breadwinner                                                       |                         | Productora executiva | [ 65 ] |
| 2019 | Maleficent: Mistress of Evil                                          | Maleficent              | | [ 66 ] |
| 2020 | Those Who Wish Me Dead                                                | Hannah                  | Protagonista |        |
| 2021 | Eternals                                                              | Thena                   | Protagonista | [ 67 ] |
| 2024 | Maria                                                                 | Maria Callas            | |        |

### Televisió
| Any  | Títol          | Paper                         | Notes | Ref.   |
| ---- | -------------- | ----------------------------- | --- | ------ |
| 1997 | True Women     | Georgia Virginia Lawshe Woods | | [ 68 ] |
| 1997 | George Wallace | Cornelia Wallace              | Globus d'Or a la millor actriu secundària en sèrie, minisèrie o telefilm Nominada – Primetime Emmy per actriu secundària en minisèrie o telefilm | [ 69 ] |
| 1998 | Gia            | Gia Marie Carangi             | Globus d'Or a la millor actriu en minisèrie o telefilm Nominada – Primetime Emmy a la millor actriu en minisèrie o telefilm                      | [ 70 ] |

## Premis i nominacions
| Any  | Premi                                 | Categoria                                                             | Treball                        | Resultat   | Ref.   |
| ---- | ------------------------------------- | --------------------------------------------------------------------- | ------------------------------ | ---------- | ------ |
| 1998 | Premis Emmy                           | Millor actriu secundària en sèrie o pel·lícula limitada o d'antologia | George Wallace                 | Nominada   | [ 71 ] |
| 1998 | Globus d'Or                           | Millor actriu secundària en sèrie, minisèrie o telefilm               | George Wallace                 | Guanyadora | [ 72 ] |
| 1998 | Premis Emmy                           | Millor actriu en minisèrie o telefilm                                 | Gia                            | Nominada   | [ 73 ] |
| 1999 | Globus d'Or                           | Millor actriu en minisèrie o telefilm                                 | Gia                            | Guanyadora | [ 72 ] |
| 1999 | Premi del Sindicat d'Actors de Cinema | Millor actriu de televisió - Minisèrie o telefilm                     | Gia                            | Guanyadora | [ 74 ] |
| 2000 | Oscar                                 | Millor actriu secundària                                              | Innocència interrompuda        | Guanyadora | [ 75 ] |
| 2000 | Globus d'Or                           | Millor actriu secundària                                              | Innocència interrompuda        | Guanyadora | [ 72 ] |
| 2000 | Premi del Sindicat d'Actors de Cinema | Millor actriu secundària                                              | Innocència interrompuda        | Guanyadora | [ 76 ] |
| 2008 | Globus d'Or                           | Millor actriu dramàtica                                               | A Mighty Heart                 | Nominada   | [ 72 ] |
| 2008 | Premi del Sindicat d'Actors de Cinema | Millor actriu                                                         | A Mighty Heart                 | Nominada   | [ 77 ] |
| 2009 | Oscar                                 | Millor actriu                                                         | L'intercanvi                   | Nominada   | [ 78 ] |
| 2009 | Premi BAFTA                           | Millor actriu                                                         | L'intercanvi                   | Nominada   | [ 79 ] |
| 2009 | Globus d'Or                           | Millor actriu dramàtica                                               | L'intercanvi                   | Nominada   | [ 72 ] |
| 2009 | Premi del Sindicat d'Actors de Cinema | Millor actriu                                                         | L'intercanvi                   | Nominada   | [ 80 ] |
| 2011 | Globus d'Or                           | Millor actriu musical o còmica                                        | The Tourist                    | Nominada   | [ 72 ] |
| 2012 | Globus d'Or                           | Millor pel·lícula de parla no anglesa                                 | In the Land of Blood and Honey | Nominada   | [ 72 ] |
| 2018 | Premi BAFTA                           | Millor pel·lícula de parla no anglesa                                 | First They Killed My Father    | Nominada   |        |
| 2018 | Globus d'Or                           | Millor pel·lícula de parla no anglesa                                 | First They Killed My Father    | Nominada   |        |